# Samuel Hedlund
Paulus Samuel Hedlund, född 27 juni 1878 i Hammars församling, Örebro län, död 4 maj 1941 i Rödöns församling, Jämtlands län, var en svensk sekreterare och politiker (högerpartiet).
Hedlund var sekreterare i Jämtlands läns hushållningssällskap. Han var ledamot av riksdagens andra kammare från 1918 till sin död 1941, invald i Jämtlands läns valkrets.